# Fernando Briones Fernández-Pola
Fernando Briones Fernández-Pola (Madrid, 29 de septiembre de  1943) es un físico español, académico de la Real Academia de Ciencias Exactas, Físicas y Naturales. Profesor del Instituto de Micro y Nanotecnología del  Consejo Superior de Investigaciones Científicas (CSIC).

## Biografía
Tras doctorarse en Física en la Universidad Complutense de Madrid e  1972 (tesis: Las constantes magneto-ópticas de los metales ferromagnéticos y su dependencia con la frecuencia y con la temperatura), se trasladó a Múnich donde trabajó en el Instituto Max Planck (1972-1976) y a Palo Alto (California), para trabajar en los laboratorios de Hewlett-Packard (1980-1981).
Sus campos de investigación se han centrado en la física en estado sólido y nanotecnología, siendo pionero en España en el desarrollo de epitaxia de haces moleculares (MBE). Entre 1988 y 1992 ha sido coordinador del área de Física y Tecnologías Físicas del CSIC y director de su Instituto de Microelectrónica de Madrid IMM (1995-2005). Asimismo ha sido investigador en los laboratorios de NTT en Tokio (1988), en la Universidad de Colorado en Boulder (1995) y en el laboratorio de Samsung en Seúl (1996).
Ha trabajado en diversos procesos de fabricación de semiconductores y en dispositivos optoelectrónicos, sensores de gases, tecnología fotovoltaica, nanoestructuras magnéticas, transductores magneto-ópticos y biosensores. A través de dichos trabajos ha obtenido varias patentes internacionales.

## Asociaciones a las que pertenece
- Académico de la Real Academia de Ciencias Exactas, Físicas y Naturales (2002), donde ingresó en 2006 con el discurso Nanociencias, entre la Física y la Biología.[1]
- Vocal del Alto Consejo Consultivo en I+D+i de la Presidencia de la Generalitat Valenciana.[7][8]
- Vocal del Comité Asesor de Infraestructuras Singulares de la Comisión Interministerial de Ciencia y Tecnología (2006)
- Vocal del Comité evaluador del Programa de Investigación en Energías Renovables del Gobierno Alemán (2007)
- Presidente del Review Panell for Nanoscience and Nano Búsqueda Sueco (2009)
- Doctor Vinculado ad honorem del IMM-CSIC (2014).[9]

## Premios
- Premio Rey Jaime I de Nuevas Tecnologías (2005)[6]

| Predecesor: Armando Durán Miranda | Real Academia de Ciencias Exactas, Físicas y Naturales Medalla 26 2006 - | Sucesor: - |